# Hanspaul Menara
Hanspaul Menara (* 1945 in Sterzing) ist ein Südtiroler Landeskundler, Publizist und Fotograf. Bekanntheit erlangte er durch seine zahlreichen Wanderführer, die sich mit seiner Heimat Südtirol befassen.

## Leben
Menara wurde in Sterzing geboren und sammelte bereits als Kind erste Bergerfahrungen am Rosskopf und an den Telfer Weißen. Mit 16 Jahren bestieg er seinen ersten Dreitausender, den Hochfeiler. Durch sein Hobby – Berg- und Naturfotografien – kam er mit dem Athesia-Verlag in Kontakt, der einige von Menaras Werken für einen Kalender verwendete. 1970 schlug er der Athesia vor, ein Überblickswerk zum Thema Südtiroler Seen zu erstellen. Der Verlag zeigte Interesse und verwies ihn auf Josef Rampold, mit dem er in der Folge ausgewählte Seen abwanderte, vermaß, fotografierte und das Buch Südtiroler Bergseen verfasste. Auf diese erste Gemeinschaftsarbeit folgten zahlreiche weitere Bildbände und Wanderführer, die dem Angestellten des Südtiroler Forstinspektorats bald ein Leben als hauptberuflicher Schriftsteller ermöglichten.
Menara, der über die Jahre ganz Südtirol erwandert und beschrieben hat, gilt als einer der besten Kenner und meistgelesenen Autoren des Landes. Bis 2015 veröffentlichte er in einer Gesamtauflage von circa 820.000 Exemplaren 64 Bücher, von denen ein Teil ins Italienische und Englische übersetzt wurde, sowie weit über 1.000 Beiträge in Zeitungen und Journalen. Ein Merkmal von Menaras Publikationen ist, dass er in seine Wegbeschreibungen auch Informationen über lokale Besonderheiten, Kulturgüter, Sagen und Geschichte, Flora und Fauna sowie Orts- und Flurnamen einfließen lässt. Bebildert werden die Veröffentlichungen mit eigenen Arbeiten, die dem etwa 100.000 Dias und 50.000 Fotos umfassenden Privatarchiv entstammen.
Menaras wöchentliche Wandertipps in der auflagenstarken Fernsehzeitschrift Dolomiten Magazin, in denen er seit 1985 eine jahreszeitgemäße Tour vorschlägt, werden gerne gesammelt und sorgen für reges Aufkommen auf den jeweils zuletzt beschriebenen Wegen. Einige seiner Bücher gelten als heimatkundliche Standardwerke und werden seit Jahrzehnten regelmäßig neu aufgelegt. Als Würdigung seiner regen Publikationstätigkeit wurde Menara 1988 mit der Ehrenurkunde der Südtiroler Landesregierung und 2005 mit dem Verdienstkreuz des Landes Tirol ausgezeichnet, 2008 erhielt er die Ehrenmitgliedschaft des Alpenvereins Südtirol.